# Potštát
Potštát är en stad i Tjeckien.   Den ligger i regionen Olomouc, i den östra delen av landet, 240 km öster om huvudstaden Prag. Potštát ligger 498 meter över havet och antalet invånare är 1 214.
Terrängen runt Potštát är platt åt nordväst, men åt sydost är den kuperad. Runt Potštát är det ganska tätbefolkat, med 207 invånare per kvadratkilometer. Närmaste större samhälle är Hranice, 11,5 km sydost om Potštát. Trakten runt Potštát består till största delen av jordbruksmark.